# Passage Tomb von Shrough

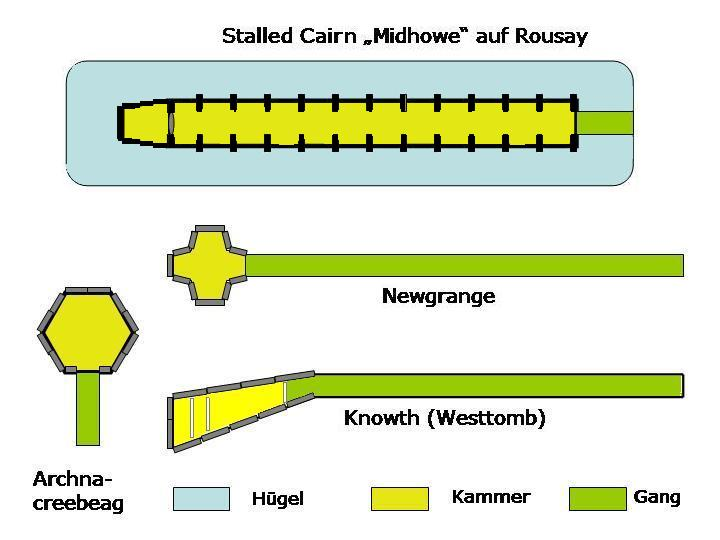
Schema der Passage Tombs

Die Reste des Passage Tombs von Shrough (auch Galtymore genannt) liegen in einem Forst östlich der R664 (Straße) auf dem Gipfel des grenznahen Shrough Hill im Townland Shrough (irisch Sruth na Gamhnaí) im County Tipperary in der Nähe von Galbally im County Limerick in Irland. Das klassische Passage Tomb ist eine in 219 Exemplaren für Nordirland und den Norden der Republik Irland charakteristische Form der Megalithanlage, die zudem in Leinster, Munster und in wenigen Exemplaren auch in Großbritannien vorkommt. 
Der große Cairn ist bis zu einer Höhe von 1,0 Meter erhalten geblieben und schließt am östlichen Rand einen trigonometrischen Punkt ein. Die Überreste der kleinen rechteckigen Kammer liegen außermittig und bestehen aus zwei Orthostaten auf jeder Seite, mit einem Halbstein am Westende. Das Ostende und die Decke des einzigen Passage Tombs im County Tipperary mit seiner ovalen Kammer, die innen 1,5 m lang und 1,2 m breit ist, sind offen.